# Musculus depressor supercilii
Der Musculus depressor supercilii („Niederzieher der Augenbraue“) ist ein Hautmuskel im Bereich der Augenbraue (Supercilium) und gehört zur mimischen Muskulatur.  Der Muskel entspringt am Rand der Augenhöhle nahe dem Tränenbein und strahlt etwa einen Zentimeter über dem Ligamentum palpebrale mediale in die Stirnhaut ein. Der Muskel zieht die Augenbraue nach unten.